# Rożniątów
Rożniątów (niem. Rosniontau) – wieś w Polsce położona w województwie opolskim, w powiecie strzeleckim, w gminie Strzelce Opolskie.
| SIMC    | Nazwa   | Rodzaj     |
| ------- | ------- | ---------- |
| 0503340 | Groszów | przysiółek |

Od 1950 r. miejscowość administracyjnie należy do województwa opolskiego.
W lipcu 1936 roku nazwę miejscowości zmieniono na Kurzbach.

## Historia
W 1910 roku 419 mieszkańców mówiło w języku polskim, 26 w językach polskim i niemieckim, natomiast 19 osób posługiwało się jedynie językiem niemieckim. W wyborach komunalnych w listopadzie 1919 roku 68 głosów oddano na kandydatów z list polskich, którzy zdobyli łącznie 5 z 9 mandatów. Podczas plebiscytu w 1921 roku we wsi uprawnionych do głosowania było 284 mieszkańców (w tym 29 emigrantów). Za Polską głosowało 205 osób, za Niemcami 63 osoby. W ramach III powstania śląskiego miejscowość została zajęta 7 maja przez baon Karola Brandysa. 31 maja została opanowana przez Niemców podczas ofensywy na Strzelce. W wyniku kontrofensywy powstańców Rożniątów został odzyskany i znajdował się w rękach polskich do zakończenia zrywu.